# 菠蘿山
菠蘿山（英語：Por Lo Shan）是香港屯門的小山丘，高121米，位於山景邨和良景邨之間，獲不少人稱譽為「屯門後花園」。政府出版的郊區地圖亦清楚標示菠蘿山的位置及高度。不過在民間「菠蘿山」常被誤指為青山操炮區舊軍車路一帶的丘嶺地帶。而近年被人發現有獨特的景色，有「港版大峽谷」之稱，吸引不少人到該處郊遊及拍照留念。
水務署於菠蘿山南麓興建了兩座配水庫，分別為屯門北海水配水庫和屯門北食水配水庫。
另外，菠蘿山以西亦設有舊軍車路，途中會經過良田坳，可由良景邨經青山操炮區步行到白泥一帶。而這段路亦常被誤指為菠蘿山。
菠蘿山的一部分亦是良田村墳場。

## 事件
2008年1月2日，良景站對上的菠蘿山曾經發生長命山火。火龍一度逼近小冷水、青山寺、楊小坑村等地方，300公頃林木被燒毀。
2017年4月18日，解放軍駐港部隊法律處在上山處附近貼出通告，指由4月24日起會清理青山靶場內的非法耕種點，又表示青山靶場一帶原屬軍事禁區，市民擅闖將會被檢控。有街坊感到可惜，希望在沒有軍事訓練的日子，可開放給公眾享用。

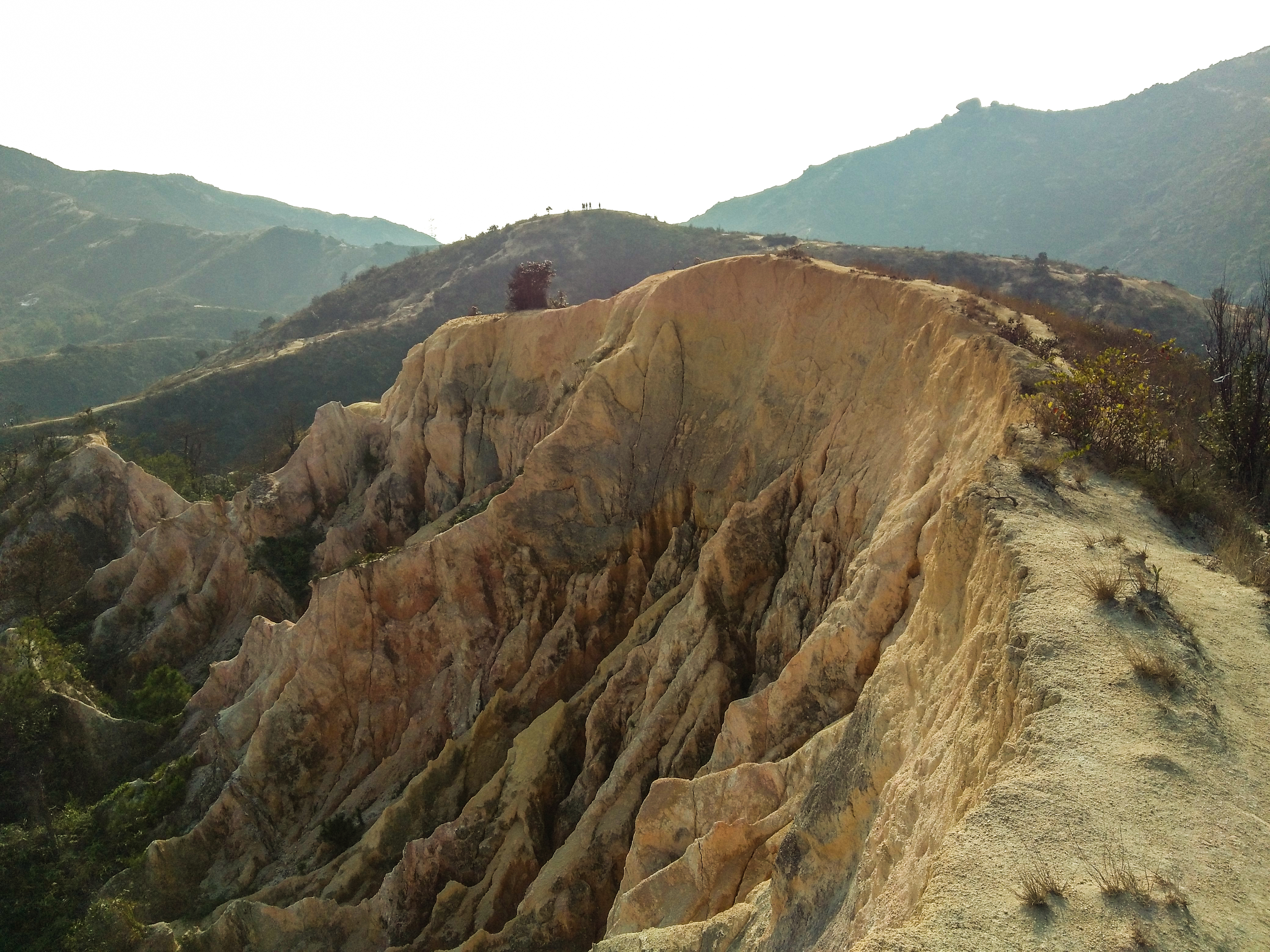
「港版大峽谷」
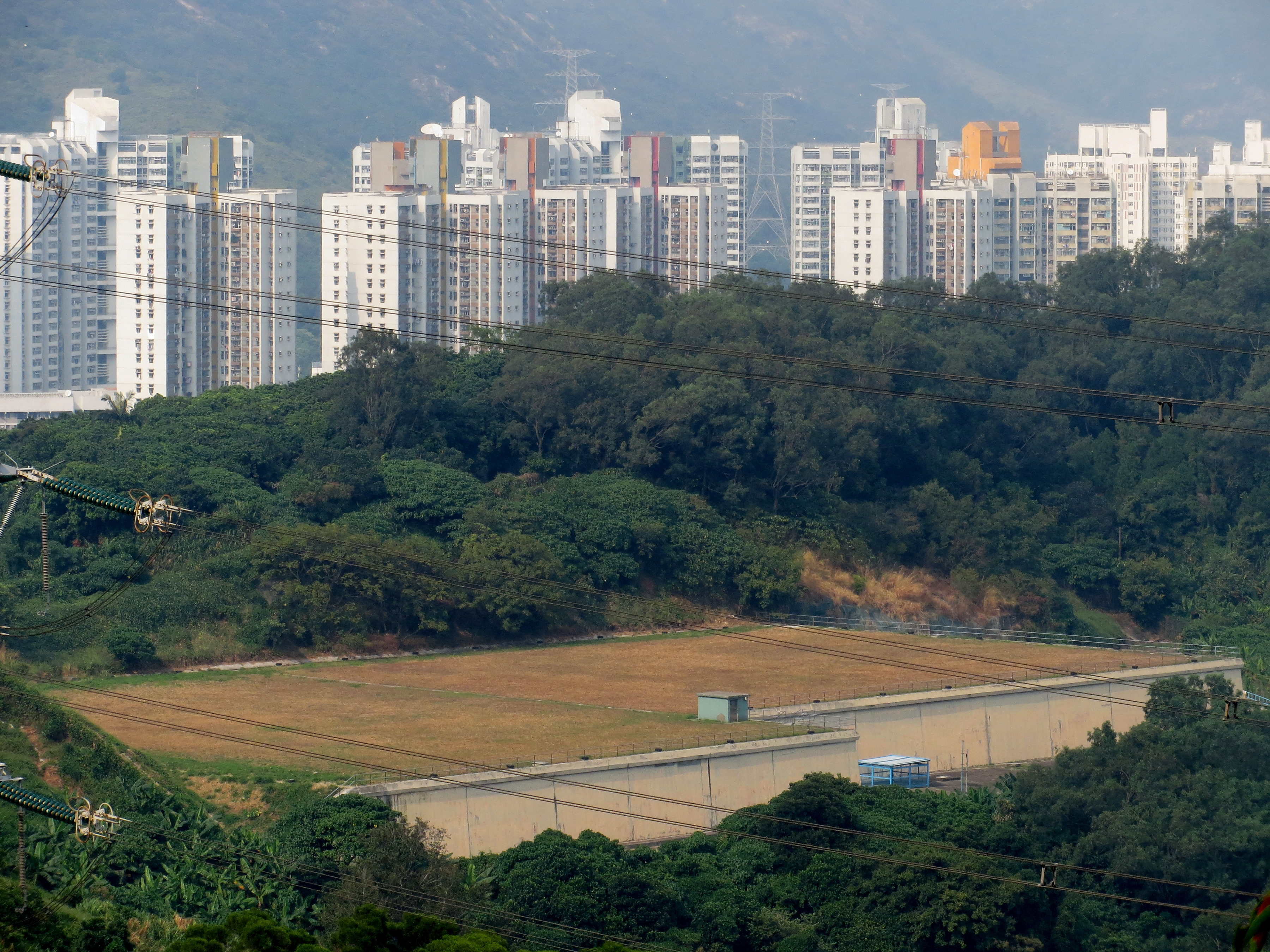
屯門北食水配水庫，遠方為良景邨和新圍苑
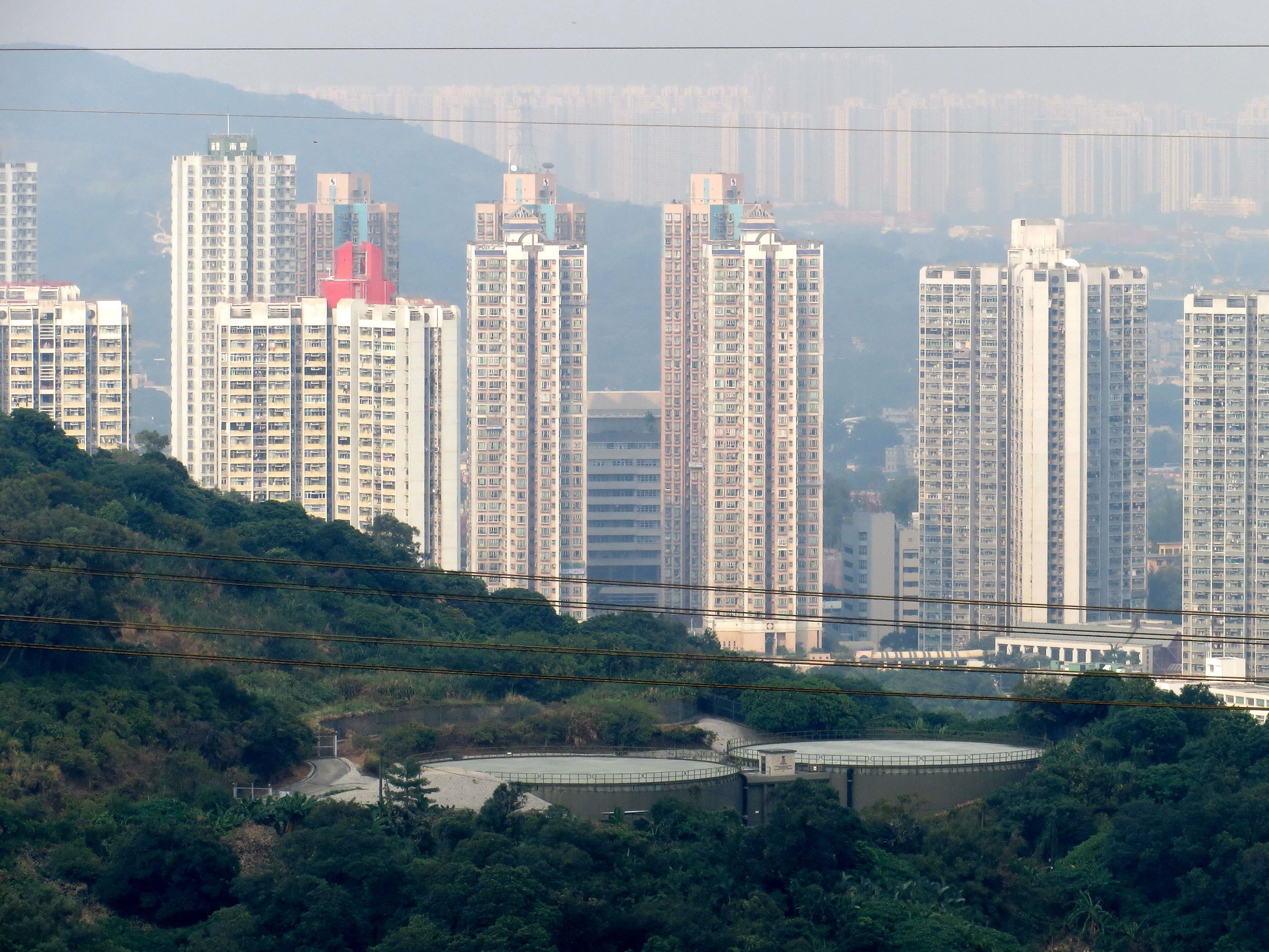
屯門北海水配水庫
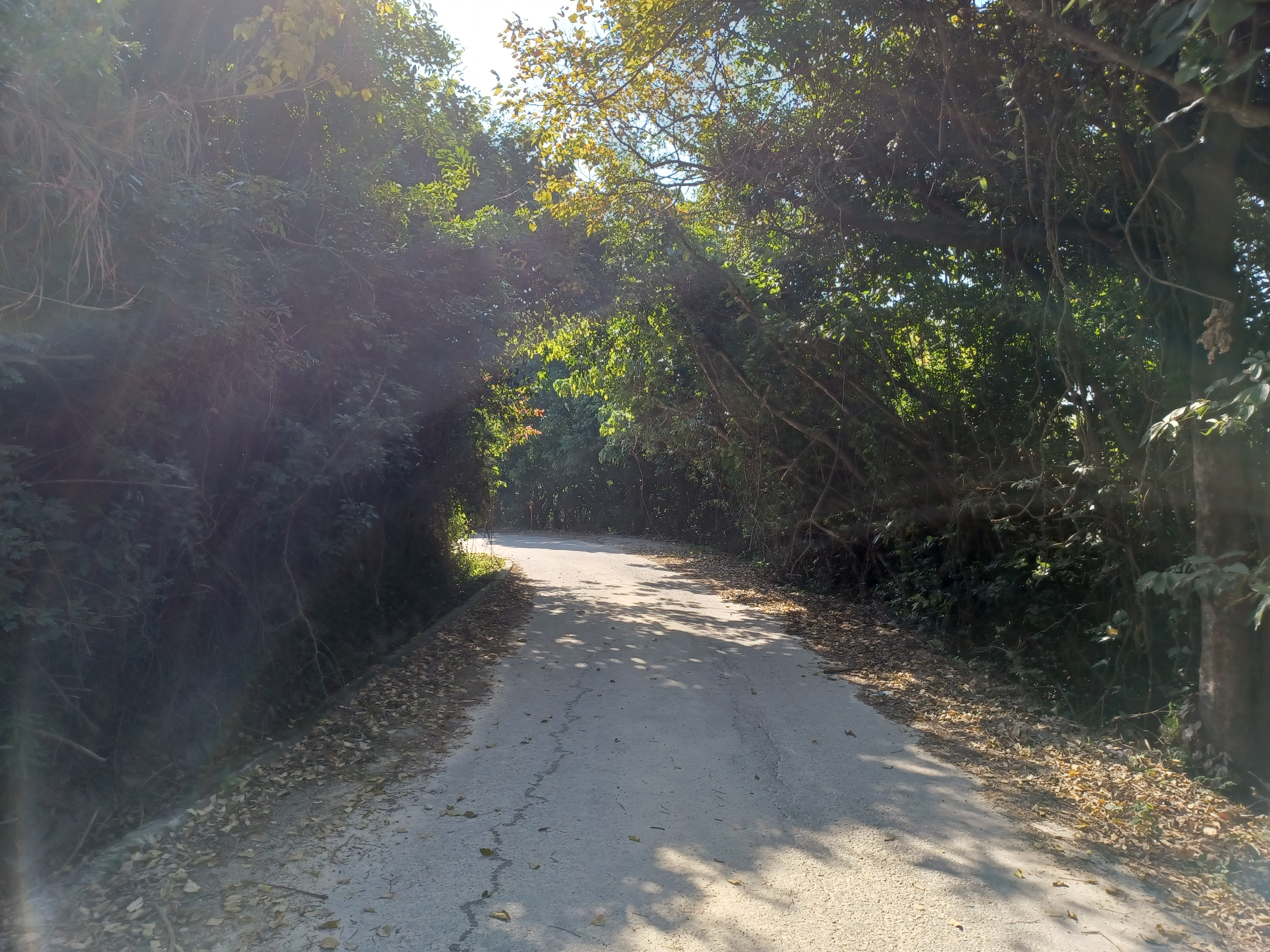
稔灣路近菠蘿山山腳